# Metropolia newrokopska
Metropolia newrokopska – jedna z eparchii Bułgarskiego Kościoła Prawosławnego, z siedzibą w Błagojewgradzie. Jej obecnym ordynariuszem jest metropolita newrokopski Serafin (Dinkow).

## Biskupi
- Hilarion (Stanew) (24 kwietnia 1894 – 1912)
- Makary (Stamow) (27 marca 1916 – 7 czerwca 1934)
- Borys (Razumow) (17 marca 1935 – 8 listopada 1948)
- Pimen (Enew) (4 stycznia 1953 – 18 maja 1992)
- Nataniel (Kałajdżiew) (24 kwietnia 1994 – 16 listopada 2013)
- Serafin (Dinkow) (od 19 stycznia 2014)